# KrAZ-5401
Der Lastkraftwagen KrAZ-5401 (ukrainisch КрАЗ-5401) ist ein Lkw-Typ des ukrainischen Fahrzeugherstellers KrAZ, der seit dem Jahr 2013 in Serie produziert wird.

## Technische Daten
Der KrAZ-5401 ist mit einem Reihen-Sechszylinder Dieselmotor des Typs JaMZ-536 ausgestattet, der bei einem Hubraum von 6650 cm3 eine Leistung von 229 kW hat. Beispielhaft seien hier die Daten der Modellvariante KrAZ-5401 aufgeführt:
- Motor: R6-Dieselmotor
- Hubraum: 6650 cm³
- Leistung: 229 kW (312 PS)
- Motortyp: JaMZ-536
- Getriebe: 9JS119ТА
- Schaltung: mechanisch
- Kupplung: MFZ-430
- Antriebsformel: 4×2
- Zuladung: 5.000–13.150 kg